# Petrophile latericola
Petrophile latericola är en tvåhjärtbladig växtart som beskrevs av Gregory John Keighery. Petrophile latericola ingår i släktet Petrophile och familjen Proteaceae. Inga underarter finns listade i Catalogue of Life.